# Restronguet Passage
Restronguet Passage – osada w Anglii, w Kornwalii. Leży 35 km na wschód od miasta Penzance i 377 km na południowy zachód od Londynu.